# LOY문화예술실용전문학교
로이문화예술실용전문학교(LOY文化藝術實用專門學校)는 로이교육재단 소속의 직업전문학교이다. 2022년 기준으로 창립 38주년 이상의 역사와 전통이 있는 학교이며 인천광역시 부평구에 캠퍼스가 위치한다. 로이의 처음 시작은 1984년에 설립된 팔봉산업교육원이며 국내 최초 학위과정의 전문학교으로 출발했으며 2006년에는 인천문예직업전문학교로 개명, 최종적으로는 로이문화예술실용전문학교로 학교명이 변경되었다. 2011년부터 매년 ‘아시아 식문화 페스티벌’을 주최하고 있다. 2014년 ‘인천아시안게임’과 함께 열린 ‘아시아음식문화축제’ 국가대표 학교로 선정되었다. 2016년 ‘자유학기제 최우수 기관’으로 선정되었으며 '교육부 장관 표창'과 '대통령 체육 훈장 기린장'을 수상했다. 라이프스타일 디자인 교육 플랫폼으로써 학교의 교육은 강의실습실이 놀이터가 되고, 학교가 운동장이 되는 체험형 실무 커리큘럼을 기본으로 한다.

## 연혁
- 1984년 9월: 재단법인 팔봉전산직업훈련원 설립
- 1987년 3월: 개교
- 1998년 11월: 최우수 교육훈련기관 국무총리표창 수상
- 1999년 7월: 중국 심양대학, 영구대학과 유학협정 체결
- 2000년 7월: 미국 뉴욕주립대학과 학위수여 협정체결
- 2002년 4월: 우수교육훈련기관 노동부 장관 표창 수상
- 2003년 11월: 영국 테임즈밸리 대학과 유학 협정 체결
- 2004년 9월: 그리스도대학교와 교류협정 체결
- 2004년 10월: 순천향대학교와 교류 협정 체결
- 2004년 12월: 호주 스윈번 국립대학교와 유학합정체결
- 2005년 2월: 한국 교육개발원 우수 교육기관 표창 수상
- 2006년 3월: 뉴질랜드 휘뜨레이어 대학교와 유학합정 체결
- 2006년 6월: 인천문예직업전문학교로 개편
- 2006년 9월 캐나다 커리어대학 유학합정 체결
- 2011년 4월: KBS아트비전과 산학협약 체결
- 2011년 5월: G20 국회의장회의 기념 전시 "Discover Korea's Delicious Secret"
- 2011년 8월: 인천관광공사와 산학협약 체결
- 2011년 9월: 2011 에미상 시상식 (2011 Emmy Awards) 이벤트 연출
- 2011년 9월: 제 1회 아시아식문화페스티벌 - 한·일 식문화 교류전 개최
- 2011년 12월: 인천광역시 교육연수원 산학협약 체결
- 2011년 12월: 인천광역시 강화교육지원청 산학협약 체결
- 2012년 2월: 우수지도자 대통령 표창 수상
- 2012년 8월: 교유고가학기술부, '2012 교육기부인증기관' 선정
- 2012년 10월: 제 2회 아시아식문화페스티벌 - 한·중·일 식문화 교류전 개최
- 2012년 12월: 교육과학기술부 주관 '2012 대한민국 교육기부' 대상 수상
- 2012년 12월: 인천광역시 교육청 주관 '2012 인천교육대상' 수상
- 2012년 12월: 학점은행제기관협의회 '학점은행제 유공자 표창' 교육과학기술부 장관상 수상
- 2013년 9월: 제 3회 아시아식문화페스티발 - 한·중·일·태국 식문화 교류전 개최
- 2013년 11월: 인천광역시 교육청 산학협력 체결
- 2014년 1월: 에더블얌얌TV 개국
- 2014년 3월: 그랜드코리아레져 - 세븐럭카지노 산학협력 체결
- 2014년 3월: 강원래드카지노 - 하이원리조트 산학협력 체결
- 2014년 3월: 강화군 산학협력 체결
- 2014년 4월: 일본 그라노 24K그룹과 산학협력 체결
- 2014년 8월: 웨딩유오와 산학협약 체결
- 2014년 9월: 2014 인천아시안게임 - 아시아음식문화축제 주관 (식공간연출분야 국가대표 학교선정)
- 2014년 12월: 피에스타와 산학협약 체결
- 2014년 12월: 롯데백화점과 VM혁신 산학협약 체결
- 2015년 1월: 보테가 마지오 (Bottega Maggio)와 산학협약 체결
- 2015년 4월: 스타트라인과 산학협약 체결
- 2015년 4월: 인천정각중학교와 산학협약 체결
- 2015년 4월: 크라운제과와 산학협약 체결
- 2015년 4월: 인천광역시 교육청 '진로직업체험지원센터' 지정
- 2015년 5월: 중국 외식기업 '브래든(BREAD'N)과 산학협약 체결
- 2015년 5월: 캐나다 SPROTT SHAW 대학과 학위연계 산학협약 체결
- 2015년 7월: 현 교사로 이전
- 2015년 9월: 파라다이스 세가사미와 산학협약 체결
- 2017년 3월: 로이문화예술실용전문학교로 교명 변경
- 2018년 7월 교육부 ‘교육기부 진로체험 인증기관’ 선정
- 2018년 9월 고용노동부 2018년 훈련기관 인증평가 ‘우수훈련기관’ 선정
- 2018년 9월 고용노동부 2018년 훈련이수자평가 ‘A등급’ 선정
- 2018년 12월 2018 한국의 영향력 있는 브랜드 대상 – 교육부문 수상
- 2019년 4월 2019 진로체험 교육기부 우수기관 선정
- 2020년 7월 교명변경 : "로이문화예술실용전문학교"
- 2020년 8월 학장 정지수 교육부장관 표창 수상
- 2020년 12월 제 9회 대한민국 교육기부 대상 수상
- 2021년 3월 2021 대한민국 最高의 인재경영 대상 수상
- 2021년 7월 이사장 이우영 '2021 조선일보 한국의 최고경영대상' 인재경영 부문 대상 수상

## 교육편제
| 학위            | 과정명               |
| --------------- | -------------------- |
| 학사학위(4년제) | 파티이벤트           |
| 학사학위(4년제) | 푸드코디네이터       |
| 전문학사(2년제) | 파티웨딩공간플라워   |
| 전문학사(2년제) | 호텔조리푸드스타일링 |
| 전문학사(2년제) | 호텔식음료           |
| 전문학사(2년제) | 디저트아트           |
| 전문학사(2년제) | 카지노딜러           |

## 같이 보기
- 경문실용전문학교
- 중앙직업전문학교